# Seo Chae-hyun
Seo Chae-hyun (Hangul: kor. 서채현, ur. 1 listopada 2003 w Seulu) – południowokoreańska wspinaczka sportowa. Specjalizuje się w boulderingu, prowadzeniu oraz we wspinaczce łącznej, dwukrotna mistrzyni Azji z 2019, olimpijka z Paryża 2024.

## Kariera
Seo Chae-hyun w 2019 w Bogorze na zawodach wspinaczkowych w wieku niespełna szesnastu lat została dwukrotną mistrzynią Azji we wspinaczce sportowej w boulderingu oraz w prowadzeniu natomiast we wspinaczce łącznej zajęła czwarte miejsce.

## Osiągnięcia

### Mistrzostwa świata
| Konkurencje       | 2019 |
| Bouldering        | 13   |
| Prowadzenie       | 4    |
| Wsp. na czas      | 50   |
| Wspinaczka łączna | 13   |

### Mistrzostwa Azji
| Konkurencje       | 2019 |
| Bouldering        | 1    |
| Prowadzenie       | 1    |
| Wsp. na czas      | 15   |
| Wspinaczka łączna | 4    |